# Beure
Beure é uma comuna francesa na região administrativa de Borgonha-Franco-Condado, no departamento de Doubs. Estende-se por uma área de 3,99 km². Em 2010 a comuna tinha 1 346 habitantes (densidade: 337,3 hab./km²).